# Macrorhamphosodes
Macrorhamphosodes is een geslacht van straalvinnige vissen uit de familie van driepootvissen (Triacanthodidae). Het geslacht is voor het eerst wetenschappelijk beschreven in 1934 door Fowler.

## Soorten
- Macrorhamphosodes platycheilus Fowler, 1934
- Macrorhamphosodes uradoi (Kamohara, 1933)